# Хусаїнов Гайса Батиргарейович
Гайса Батиргарейович Хусаїнов (10 квітня 1928 — 27 липня 2021) — радянський і російський філолог, академік АН РБ (1992), колишній головний редактор журналу «Ватандаш», Заслужений діяч науки Росії (1993), лауреат Республіканської премії ім. Салавата Юлаєва (1980). Кавалер Ордена Пошани (1999).

## Біографія
Гайса Батиргарейович Хусаїнов  народився 10 квітня в селі Утяганово Уфимського кантону БАССР (нині Кармаскалинского району РБ).
У 1951 році закінчив Башкирський державний педагогічний інститут ім. К. А. Тімірязєва. У 1954 році закінчив аспірантуру Інституту світової літератури ім. О. М. Горького в Москві. Захистив кандидатську дисертацію, у 1970 році захистив докторську дисертацію.
Башкирська літературознавець, 1991 р. був обраний академіком АН Республіки Башкортостан. У 1996—2000 рр. — головний редактор журналу «Ватандаш».
Заслужений діяч науки Російської Федерації (1993), БАССР (1976).
З 1954 року Хусаїнов працює в Інституті історії, мови і літератури, з 1965 року — завідувач відділу літератури цього інституту. Наукові праці Хусаїнова присвячені актуальним проблемам башкирської філології.
Він відомий також як фольклорист-збирач, дослідник. Г. Хусаїнов визнаний засновником школи археографічної і текстології галузі науки в республіці. Він брав участь у численних археографічних експедиціях. Результатом експедицій стали знайдені унікальні рукописи і стародруки, що поширювались на території Башкортостану.
Перші статті, рецензії Хусаїнова були опубліковані в 1949 році, в збірнику літературно-критичних статей «Деякі питання башкирської радянської поезії» («Башкорт совет поэзияһынын кайһы бер мэсьэлэлэре») — в 1957 році.
Хусаїнов — автор монографій «Творчість Сейфі Кудаша» («Сэйфи Кудаш ижады», 1959), «Даут Юлтий» (Дауыт Юлтый, 1963), «Поети» («Шагирзар», 1981), «Мустай Карім: Особистість. Поет. Драматург. Прозаїк» («Мостай Кэрим: Шэхес. Шагир. Драматург. Прозаїк», 1994) тощо. Укладач шкільних підручників і хрестоматій з літератури. У жанрі історичної прози ним написані документально-історичні повісті «Сказання про Алдар-батира» («Алдар-батир киссаһы», 1981), «Фельдмаршал Пугачова» («Пугачов фельдмаршалы», 1984), історико-біографічні книги «Мухаметсалім Уметбаєв» («Мэхэммэтсэлим Эмэтбаев», 1989), «Кривавий п'ятдесят п'ятий» («kанлы илле биш», 1993), книга-есе «Життя як життя» («Тормош», 1989).
Заслужений діяч науки Республіки Башкортостан (1976). Заслужений діяч науки РФ (1989). Народний письменник Республіки Башкортостан (2008).
Відзначений Республіканською премією ім. Салавата Юлаєва (1980).

## Основні праці
Г. Б. Хусаїнов є автором понад 50 монографій, 400 статей і публікацій у різних наукових виданнях та збірниках, а також підручників і хрестоматій для загальноосвітніх шкіл і ЗВО.
- Збірник літературно-критичних статей «Деякі питання башкирської радянської поезії», 1957.
- Монографії «Творчість Сайфі Кудаша» (1959), «Народний поет Нігматі» (1960), «Даут Юлтий. Життя і творчість» (1963), «Мустай Карім. Особистість. Поет. Драматург. Прозаїк» (1994).
- Книги «Час і поезія» (1964), «У світі сучасної літератури» (1973), «Поети» (1981), «Голос віків» (1984) тощо.
- Монографія «Шляхи розвитку башкирської радянської поезії» (1968)
- Книга «Час. Література. Письменник» (1978). За цю книгу вибраних праць Г. Хусаїнов був відзначений Республіканською премією ім. С. Юлаєва.
- Монографія «Башкирська поезія» (1982)
- «Історія башкирської радянської літератури» (Уфа, 1967), багатотомна «Історія башкирської літератури».
- Книги про видатних особистостей башкирського народу «Різаїтдін Фахретдінов», «Мухаметсалім Уметбаєв», «Ахметзакі Валіді Туган» (2000), повісті «Кісса про героїв» (1986) і «Фельдмаршал Пугачова» (1993)

Як письменник Гайса Батиргарейович працює в жанрах історичної прози та есеїстики:
- Романи «Кривавий 55-й» (1996) і «Батирша» (2005).
- Гайса Батыргарейович — автор підручників, навчальних посібників, хрестоматій та науково-методичних розробок для башкирських шкіл. Є упорядником, науковим редактором наукових зібрань творів окремих письменників, праць з різних напрямків.